# Diapetimorpha picta
Diapetimorpha picta är en stekelart som beskrevs av Henry Keith Townes, Jr. 1962. Diapetimorpha picta ingår i släktet Diapetimorpha och familjen brokparasitsteklar. Inga underarter finns listade i Catalogue of Life.